# 艾哈迈德·杰夫代特
艾哈迈德·杰夫代特帕夏（土耳其語：Ahmed Cevdet Pasha，1822年3月22日—1895年5月25日）是鄂圖曼帝國的宫廷史学家，苏丹阿卜杜勒·哈米德二世时期的教育部长、司法部长，写有十二卷奥斯曼帝史。